# بی‌دندان‌پرنده
بی‌دندان‌پرنده یا بی‌دندان‌بال (نام علمی: Pteranodon) یک سرده از خزندگان بال‌دار ماقبل تاریخ بود که در حدود ۸۵ میلیون سال پیش یعنی در دوره کرتاسه (گچ) در اروپا و آمریکای شمالی امروزی زندگی می‌کرد. بی‌دندان‌پرنده دایناسور نیست اما با دوره زیست دایناسورهای بزرگ هم‌زمان بوده‌است. بی‌دندان‌پرنده عضو مهمی از جامعه جانوری دریاراه داخلی غربی بود. بی‌دندان‌پرنده جانوری گوشت‌خوار، اما بدون دندان بود که توسط نوک بلند و بی‌دندانی که داشت به تغذیه از ماهی، خرچنگ، نرم‌تنان، حشرات و گاهی لاشه‌خواری می‌پرداخت. او همانند پلیکان‌های امروزی شکار می‌نمود، با بینایی خوبی که داشت، ماهی‌ها را از سطح اقیانوس می‌گرفت و به‌طور کامل می‌بلعید. اندازهٔ تِرانادان با بال‌های باز به ۷ متر می‌رسید، ماده‌های بالغ اندازه‌ای کوچک‌تر برابر با ۴ متر داشتند. آنها توانایی پرواز در مسافت‌های طولانی را داشتند که احتمالاً به دمای هوا بستگی داشت. تِرانادان در میان بزرگترین خزندگان بال‌دار قرار دارد و تا پایان قرن بیستم و کشف پتروسور اژدرهایان، بزرگترین جاندار پرنده بر روی کره زمین به‌شمار می‌رفت.
بی‌دندان‌پرنده سردهای از تیره بی‌دندان‌پرندگان Pteranodontidae و راسته خزندگان بال‌دار Pterosauria به‌شمار می‌آید.
تعداد فسیل‌هایی که از بی‌دندان‌پرنده‌ها یافت‌شده بیش از هر خزنده بال‌دار (پتروسور) دیگری است. تاکنون در حدود ۱۲۰۰ فسیل از بی‌دندان‌پرنده‌ها پیدا شد که در برخی از آن‌ها حتی جمجمه کامل و مفاصل استخوان‌بندی دیده می‌شود.
بی‌دندان‌پرنده در سال ۱۸۷۰ به عنوان نخستین خزنده بال‌دار بیرون از اروپا کشف شد. در آن سال پروفسور مارش مشغول یک مأموریت اکتشافی پرماجرا در غرب وحشی بود که فسیل این جاندار را پیدا کرد. همکاران او به مرور جمجمه‌هایی از این جانور را پیدا کردند و نشان دادند که این جاندار دندان نداشته‌است و بنابراین پروفسور مارش آن را «ترانادان» به معنای «بال‌بی‌دندان» یا بی‌دندان‌پرنده نامید.